# Han Duan
Han Duan (chinesisch 韩端, Pinyin Hán Duān; * 15. Juni 1983 in Dalian, Provinz Liaoning) ist eine ehemalige chinesische Fußballspielerin.

## Karriere

### Vereine
Han spielte im Alter von 20 Jahren das erste Mal im Seniorinnenbereich Fußball und kam für den in ihrem Geburtsort ansässigen Verein Dalian Shide in der Jia A League, der seinerzeit unter diesem Namen höchsten Spielklasse im chinesischen Frauenfußball, zu Punktspielen.
In den Spielzeiten 2007 und 2008 gehörte sie dem Verein (ab 2008 unter dem Namen Dalian Haichang) ein zweites Mal an, für den sie nunmehr in der im Jahr 2004 gegründeten Chinese Super League zum Einsatz kam.
In die Vereinigten Staaten nach Carson im Großraum Los Angeles gelangt, gehörte sie der Profimannschaft Los Angeles Sol an und kam für diese in 16 von 20 Punktspielen der Regulären Saison in der Women’s Professional Soccer, der seinerzeit höchsten Spielklasse im US-amerikanischen Frauenfußball, zum Einsatz, in denen ihr drei Tore gelangen. Im Meisterschaftsfinale gegen den Sky Blue FC erlitt sie mit ihrer Mannschaft am 22. August 2009 in Carson eine 0:1-Niederlage.
In die Volksrepublik China zurückgekehrt, spielte sie ein drittes Mal für Dalian Shide bzw. für Dalian Haichang. Am Ende der Spielzeit 2011 trug sie zum Klassenverbleib in der Chinese Super League mit Platz 13 von 16 teilnehmenden Mannschaften bei. Am Ende der Spielzeit 2012 gelang der Klassenverbleib mit Platz 14 sportlich, mit dem Lizenzentzug stieg ihr Verein dennoch in die zweitklassige Chinese League One ab. Mit dem Aufkauf von der Dalian Aerbin Group Co. Ltd. ging der Verein in den bereits seit 2009 bestehenden Dalian Aerbin auf, der wiederum 2015 von der Dalian Yifang Group Co. Ltd. übernommen und ein Jahr später in Dalian Yifang umbenannt wurde.

### Nationalmannschaft
Han bestritt für den CFA in zwölf Jahren 188 Länderspiele, in denen sie 101 Tore erzielte. Eins davon erzielte sie sogleich bei ihrem Debüt für die Nationalmannschaft am 11. Januar 2001 in Guangzhou im Freundschaftsspiel gegen die US-amerikanische Nationalmannschaft; sie erzielte das 1:0-Siegtor in der 88. Minute.
Nach zwei weiteren in Freundschaft ausgetragenen Länderspielen, die am 7. und 8. März 2001 in Augsburg und Ulm gegen die Nationalmannschaft Deutschlands mit 0:1 und 4:2 endeten, bestritt sie mit ihrem vierten Länderspiel und dem zweiten Spiel der Gruppe A im Turnier um den Algarve-Cup 2001 beim 2:0-Sieg über die Nationalmannschaft Norwegens am 14. März in Olhão zugleich auch ihr letztes im Spieljahr 2001. Auch in den Turnieren der Jahre 2003, 2004, 2005, 2006, 2007, 2008 und 2010 kam sie zum Einsatz – insgesamt 26 Mal, in denen sie neun Tore erzielte und ihr zweimal (2004 und 2006) ein Dreifachtorerfolg glückte. Im Turnier 2006 wurde sie mit drei Toren gemeinsam mit Cathrine Sørensen (Dänemark) und Victoria Svensson (Schweden) Torschützenkönigin.
Am Turnier um die Asienmeisterschaft nahm sie mit ihrer Mannschaft fünfmal teil (2001, 2003, 2006, 2008 und 2010) und erzielte insgesamt acht Tore in 13 Turnierspielen. Sie nahm 2005, 2008 und 2010 an der Ostasienmeisterschaft teil und bestritt alle neun Turnierspiele, in denen ihr vier Tore gelangen.
Im eigenen Land nahm sie auch siebenmal am Vier-Nationen-Turnier teil. In 19 Spielen erzielte sie acht Tore (2003 (2/0), 2004 (3/1), 2005 (3/2), 2006 (3/2), 2007 (3/1), 2008 (3/0), 2009 (2/2).
Mit der Nationalmannschaft vertrat sie zweimal ihr Land bei der Weltmeisterschaft. 2003 bestritt sie einzig das erste Spiel der Gruppe D beim 1:0-Sieg über die Nationalmannschaft Ghanas am 21. September in Carson. Bei der im eigenen Land 2007 ausgetragenen Weltmeisterschaft bestritt sie alle drei Spiele der Gruppe D sowie das am 23. September in Wuhan mit 0:1 verlorene Viertelfinale gegen die Nationalmannschaft Norwegens.
Bei ihren beiden Teilnahmen am olympischen Fußballturnier 2004 und 2008 wurde sie in den beiden Spielen der Gruppe F und im ersten und dritten Spiel der Gruppe E sowie bei der 0:2-Niederlage im Viertelfinale gegen die Nationalmannschaft Japans eingesetzt. Am 6. August 2008 gelang ihr zum Gruppenauftakt gegen die Nationalmannschaft Schwedens in Tianjin in der 72. Minute der 2:1-Siegtreffer.
Ihr letztes Länderspiel hatte sie am 11. September 2011 bei der 0:1-Niederlage gegen die Nationalmannschaft Japans im entscheidenden Qualifikationsspiel des AFC für das olympische Fußballturnier 2012 in London; sie wurde in der 50. Minute für You Jia ausgewechselt. Mit ihrem 167. Länderspiel belegt sie Platz 65 im Hunderterclub.

## Erfolge
Nationalmannschaft
- Asienmeister 2006
- Finalist Asien-Meisterschaft 2003, 2008
- Dritter Asien-Meisterschaft 2001
- Vier-Nationen-Turnier-Sieger 2005, 2009
- Algarve-Cup-Finalist 2003

Los Angeles Sol
- Finalist US-amerikanische Meisterschaft 2009